# Gillan
Gillan var ett brittiskt heavy metal-band som bildades 1978 av före detta Deep Purple sångaren Ian Gillan. Övriga medlemmar var på de flesta inspelningar och turnéer John McCoy, Bernie Tormé, Colin Towns och Mick Underwood. År 1981 ersattes Tormé av gitarristen Janick Gers, som senare blev medlem i Iron Maiden. Bandet upplöstes 1983, och kort därefter blev Ian Gillan medlem i Black Sabbath för skivan Born Again och den efterföljande turnén.

## Medlemmar
Senaste medlemmar
- Ian Gillan – sång (1978–1982)
- John McCoy – basgitarr, bakgrundssång (1978–1982)
- Colin Towns – keyboard (1978–1982)
- Mick Underwood – trummor (1979–1982)
- Janick Gers – gitarr (1981–1982)

Tidigare medlemmar
- Steve Byrd – gitarr (1978–1979)
- Liam Genockey – trummor (1978)
- Pete Barnacle – trummor (1978–1979)
- Bernie Tormé – gitarr (1979–1981)

## Diskografi
Studioalbum
- Gillan (1978) (utgiven i Japan)
- Mr. Universe (1979)
- Glory Road (1980)
- Future Shock (1981)
- Double Trouble (1981)
- Magic (1982)

Livealbum
- Live at Reading '80 (1990)
- The BBC Tapes Vol 1: Dead of Night 1979 (1998)
- The BBC Tapes Vol 2: Unchain Your Brain 1980 (1998)
- Mutually Assured Destruction - Live at the Apollo '82 (2006)
- The Glory Years (2008) (DVD, inspelad 1981)
- Triple Trouble (2009) (inspelad 1981/1982)

Samlingsalbum
- The Gillan Tapes Vol. 1 (1997)
- The Gillan Tapes Vol. 2 (1999)
- The Gillan Tapes Vol. 3 (2000)
- The Gillan Singles Box Set (2007)
- On the Rocks (2010)

Singlar/EP (topp 100 på UK Singles Chart)
- "Sleeping on the Job" / "Higher and Higher" (1980) (#55)
- "Trouble" / "Your Sister's On My List" (1980) (#14)
- "Mutually Assured Destruction" / "The Maelström" (1981) (#32)
- "New Orleans" / "Take a Hold of Yourself" (1981) (#17)
- No Laughing in Heaven / One for the Road / Lucille / Bad News (EP) (1981) (#31)
- "Nightmare" / "Bite the Bullet" (live) (1981) (#36)
- "Restless" / "On the Rocks" (live) (1982) (#25)
- "Living for the City" / "Breaking Chains" (1982) (#50)